# Bru de Colònia
|  | No s'ha de confondre amb Brunó de Colònia. |

Bru o Brunó de Colònia (Colònia, c. 1030 - Serra San Bruno, Calàbria, 1101) va ser un monjo, fundador de l'Orde de la Cartoixa. És venerat com a sant per l'Església catòlica.

## Vida
Les primeres notícies del sant és que era canonge a Colònia, on deu haver nascut. Va estudiar lletres i teologia a Reims, on va ser catedràtic el 1057. El bisbe Gervasi li confià la direcció de l'escola i va tenir alumnes il·lustres, com Eudes de Châtillon, futur papa Urbà II.
El 1076 va tenir diferències amb el bisbe Manasses de Gournay i aquest el va acusar falsament de simonia; va haver de marxar, deixant el seu càrrec a l'escola i la cancelleria, i es va refugiar a la cort del comte Ebal de Roucy. Només quan el bisbe va ser deposat, el 1080, va poder tornar-hi.

### Vocació monàstica
En aquests anys va desvetllar-se la seva vocació religiosa. Amb dos amics, va fer vots de consagrar la seva vida a Déu. Van adreçar-se a Molesme, posant-se sota la direcció de Sant Robert de Molesme, que seria el fundador de l'Orde del Cister. Després, amb sis companys, van cercar un lloc solitari per fer-hi un monestir. El bisbe de Grenoble, sant Hug, va teni una visió en somnis: set estrelles (els companys que buscaven lloc per a instal·lar-s'hi) guiaven set pelegrins a una vall solitària al massís de Chartreuse, al Delfinat, anomenat en llatí "Cartusia", proper a la ciutat. Els concedí, doncs, aquells terrenys i els permeté de fundar-hi el monestir. Eren en una zona muntanyosa, a 1.175 metres d'altitud.
Aquest monestir va ser anomenat amb el nom del massís: Grande Chartreuse o Gran Cartoixa. Va ser fundat l'any 1084, el dia de Sant Joan Baptista. L'església s'edificà en pedra, al contrari que les altres dependències, i va ser consagrada el 1085 per Hug de Grenoble.
Sis anys més tard, el seu exalumne Urbà II, ja papa, el va cridar a Roma perquè servís la Santa Seu i Bru va haver de deixar la Cartoixa.

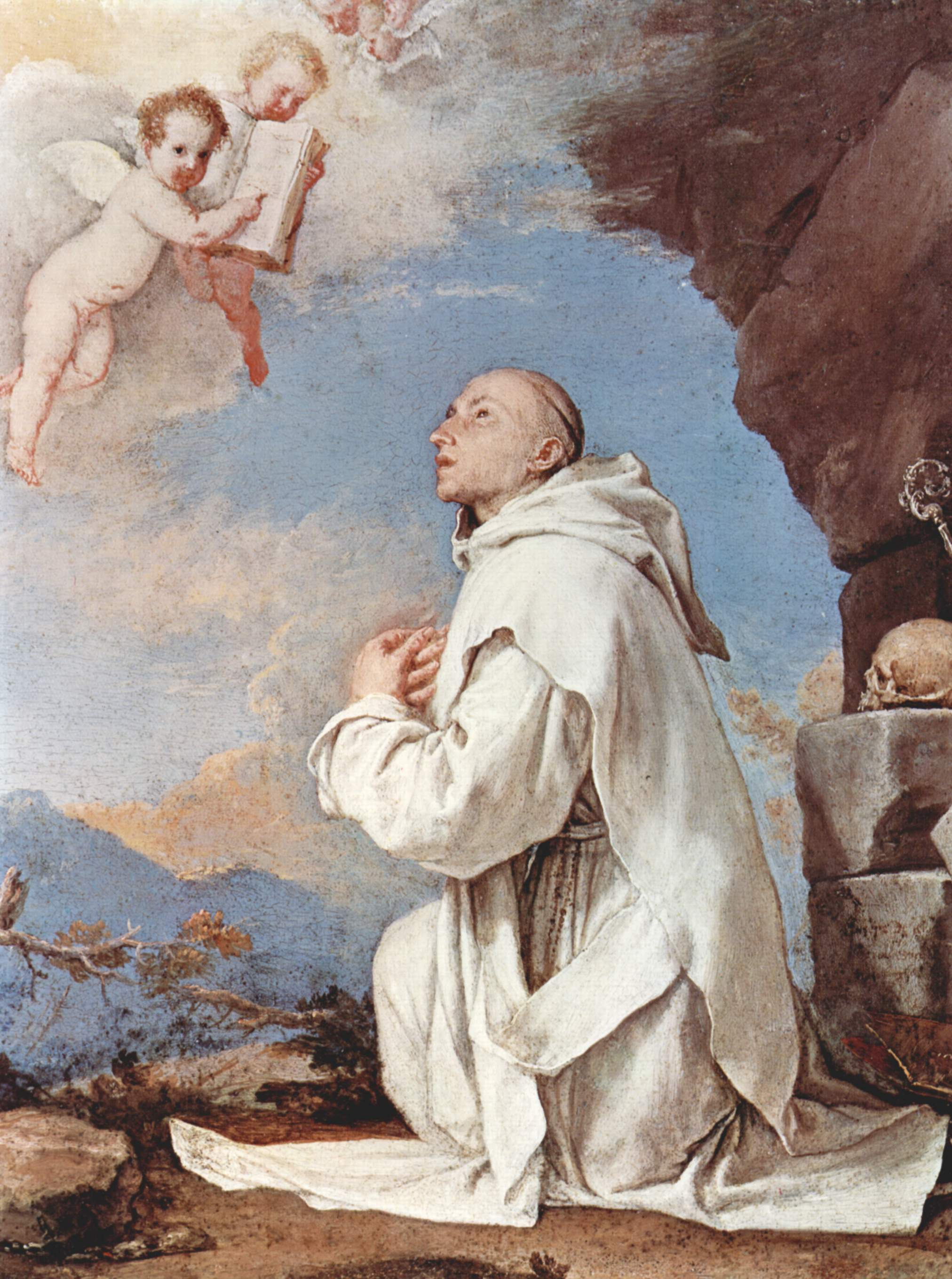
Sant Bru, per Josep de Ribera, 1643 (Nàpols, Galleria nazionale di Capodimonte)
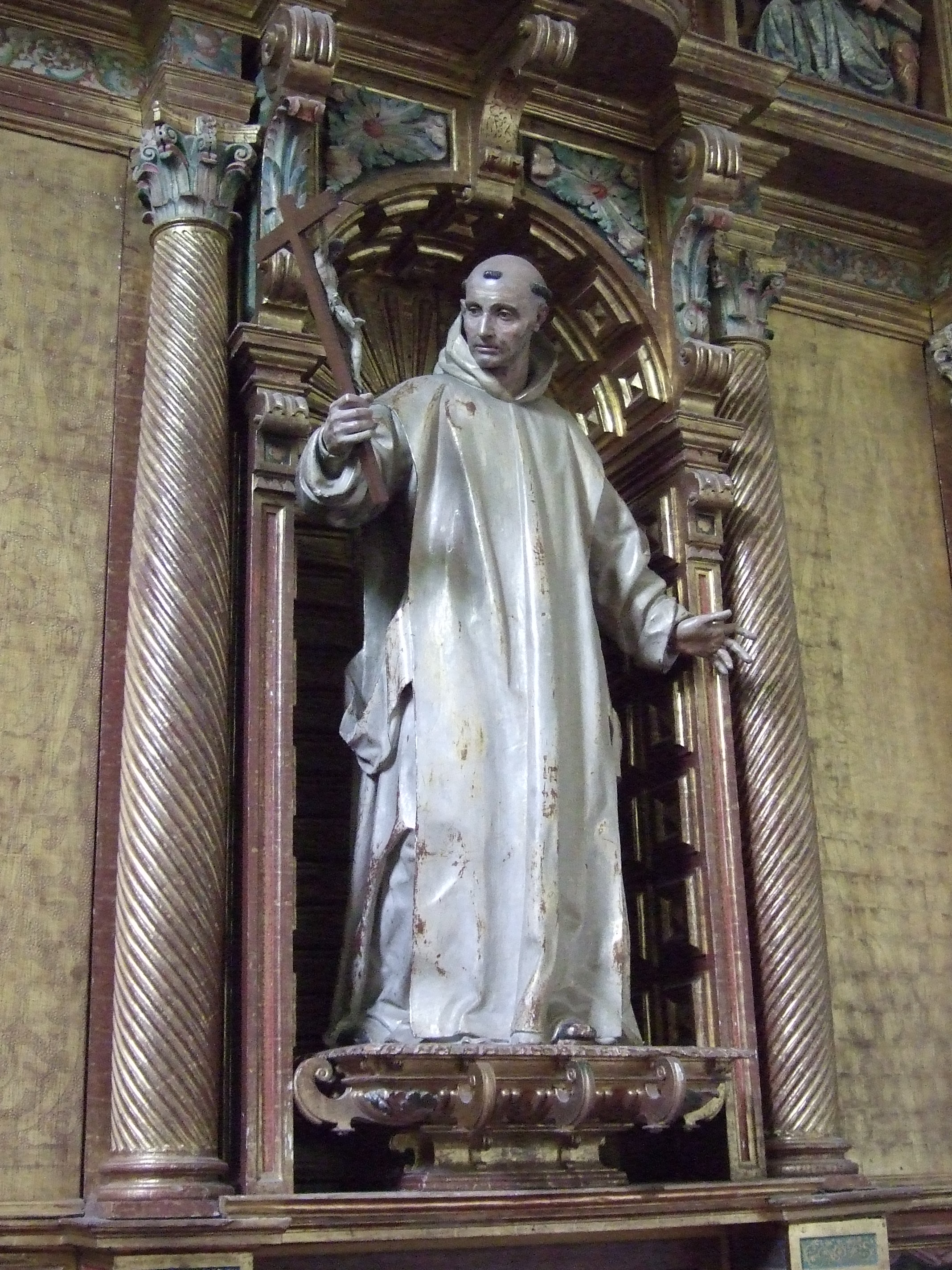
Talla en fusta per Manuel Pereira, ca. 1650 (Burgos, Cartuja de Miraflores)
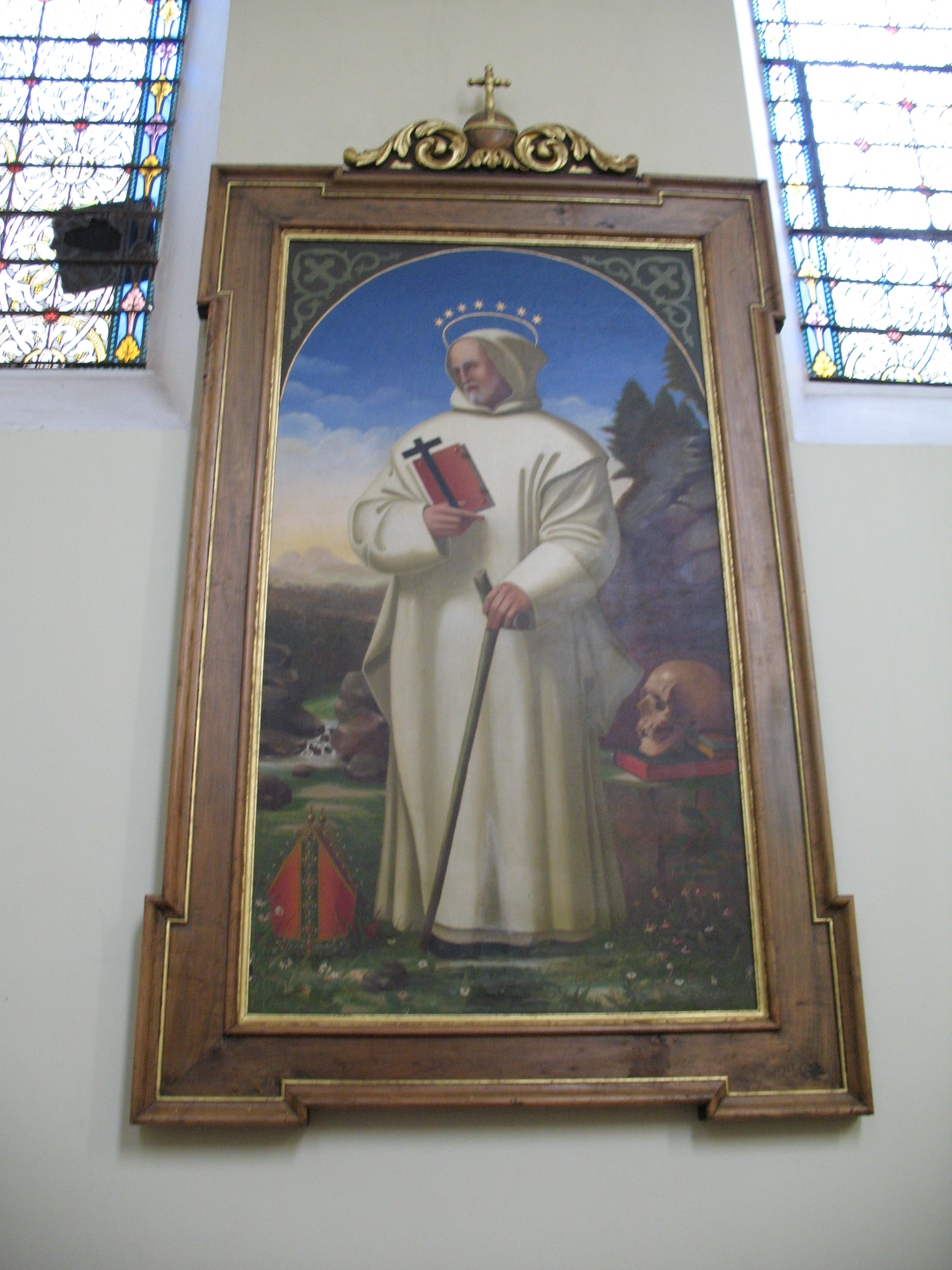
Quadre a Serra San Bruno

### Estada en Itàlia
Bru, acostumat a la vida eremítica i a la comunitat cartoixana, no es va trobar a gust a la cort pontifícia, però hi treballà per al papa. Quan aquest hagué de fugir de Roma, quan l'emperador Enric IV del Sacre Imperi Romanogermànic va enviar la ciutat i va fer proclamar l'antipapa Guibert amb el nom de Climent III, Bru va seguir Urbà II a la Itàlia meridional.
Allí, els canonges de Reggio Calabria l'elegiren bisbe, però declinà l'oferta per amor a la seva vocació contemplativa i allunyada dels honors mundans. Va voler tornar a la Gran Cartoixa, però el papa el volia retenir prop seu i només li concedí permís per a retirar-se a la solitud de la regió. El comte Roger I de Sicília li oferí en 1090 un territori a Torre, actual Serra San Bruno, a 790 metres d'altitud, al cor de la Calàbria Ulterior, actual regió central meridional de Calàbria.
Bru hi fundà l'ermita de Santa Maria del Bosco, vora una font, destinada als pares i la meditació; a prop, a uns dos kilòmetres, el monestir per als germans, els serveis i qui no pogués seguir la vida de privacions de l'ermita, una cartoixa dedicada a Sant Esteve. Aquí passà Bru els últims anys de la seva vida, vivint d'una manera similar a la que havia dut al monestir de Grenoble. El superior de la Gran Cartoixa, Landuí, el visità al nou monestir.
En poc temps van morir Urbà II (1099), Landuí (1100) i el comte Roger (1101), assistit per Bru. Poc després, el 6 d'octubre de 1101, va morir Bru, a Santa Maria del Bosco. Va ser-hi enterrat al petit cementiri de l'ermita.

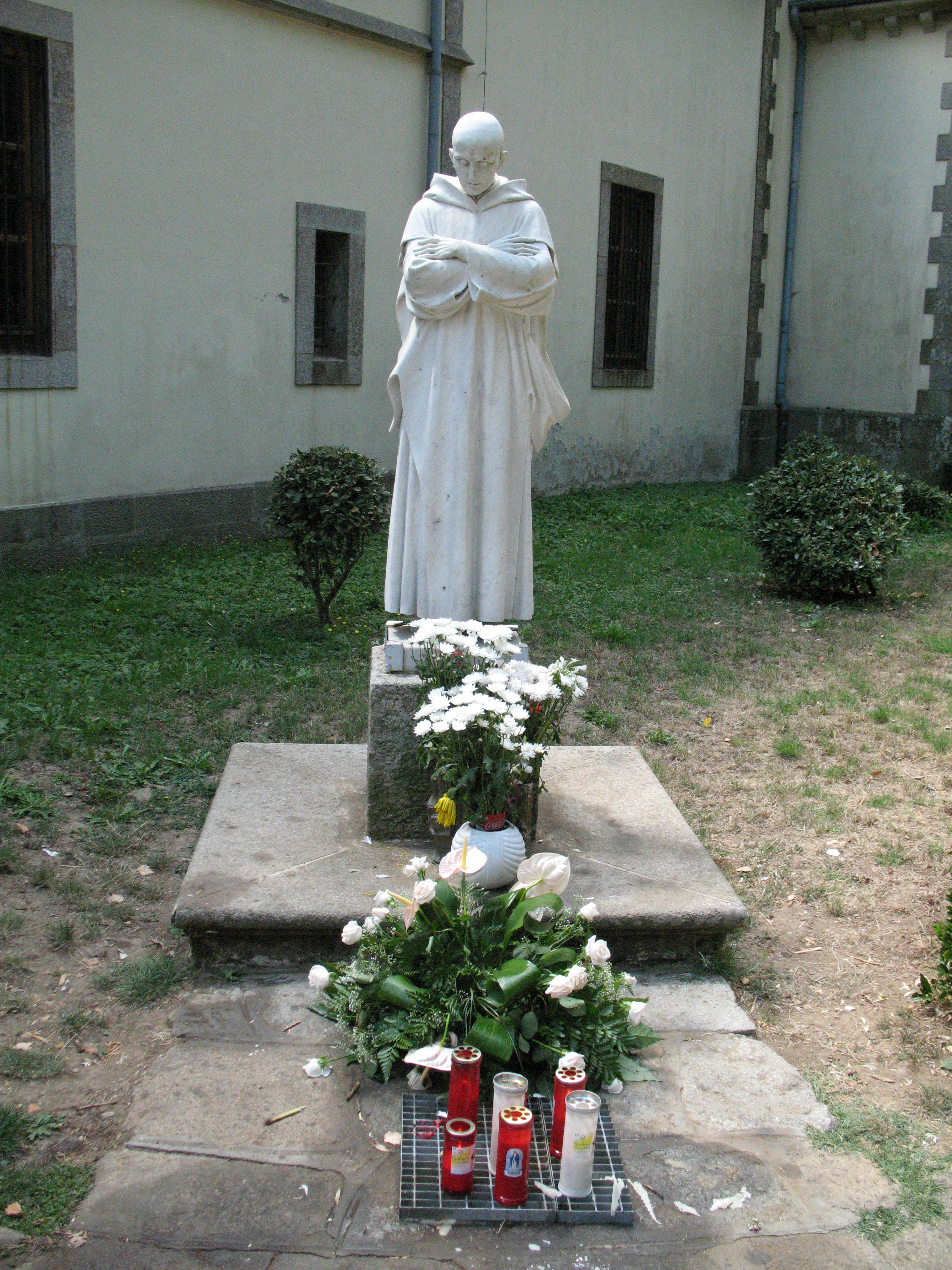
Escultura a la cartoixa de Serra San Bruno
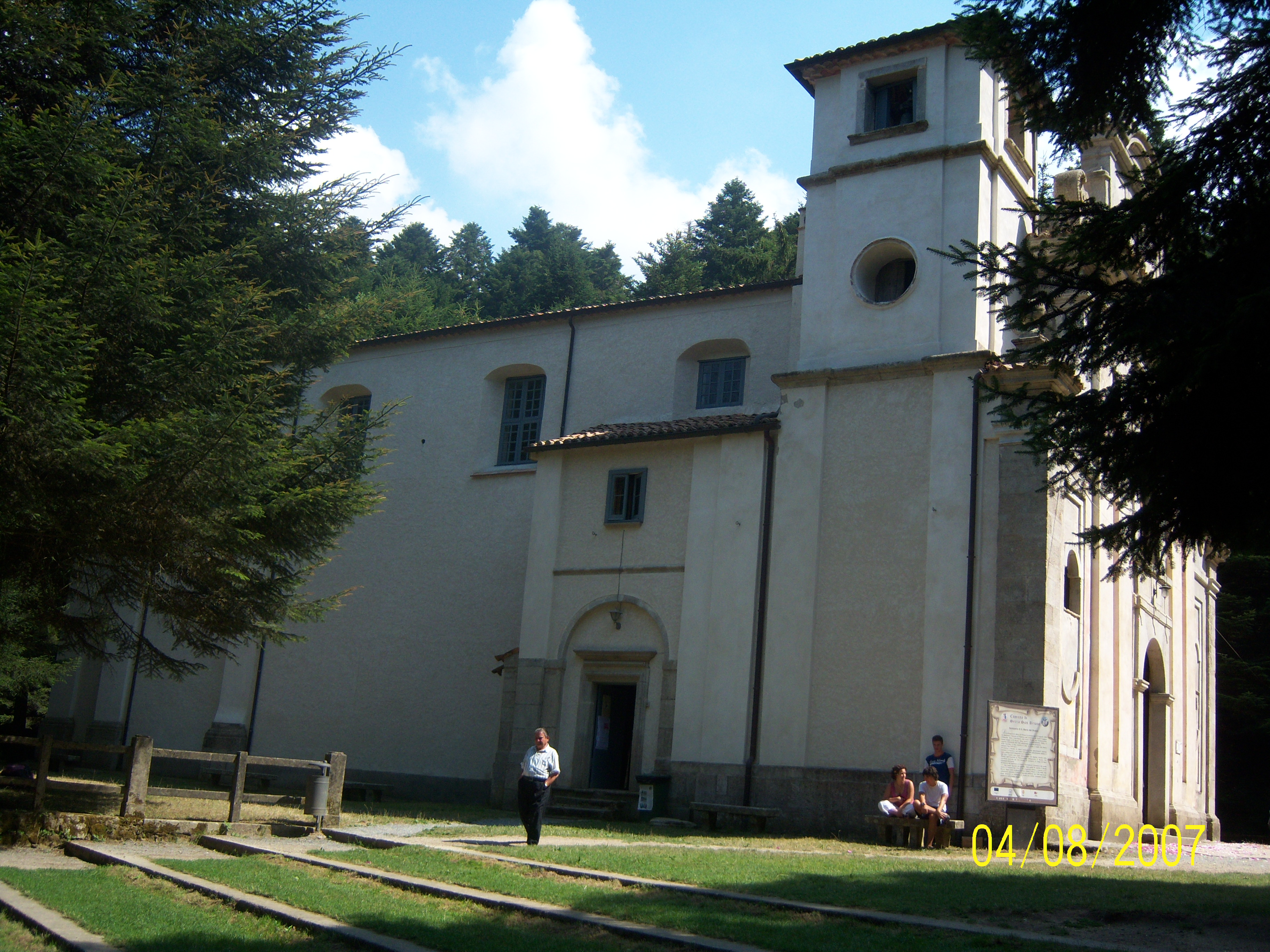
Santa Maria del Bosco, a Serra San Bruno
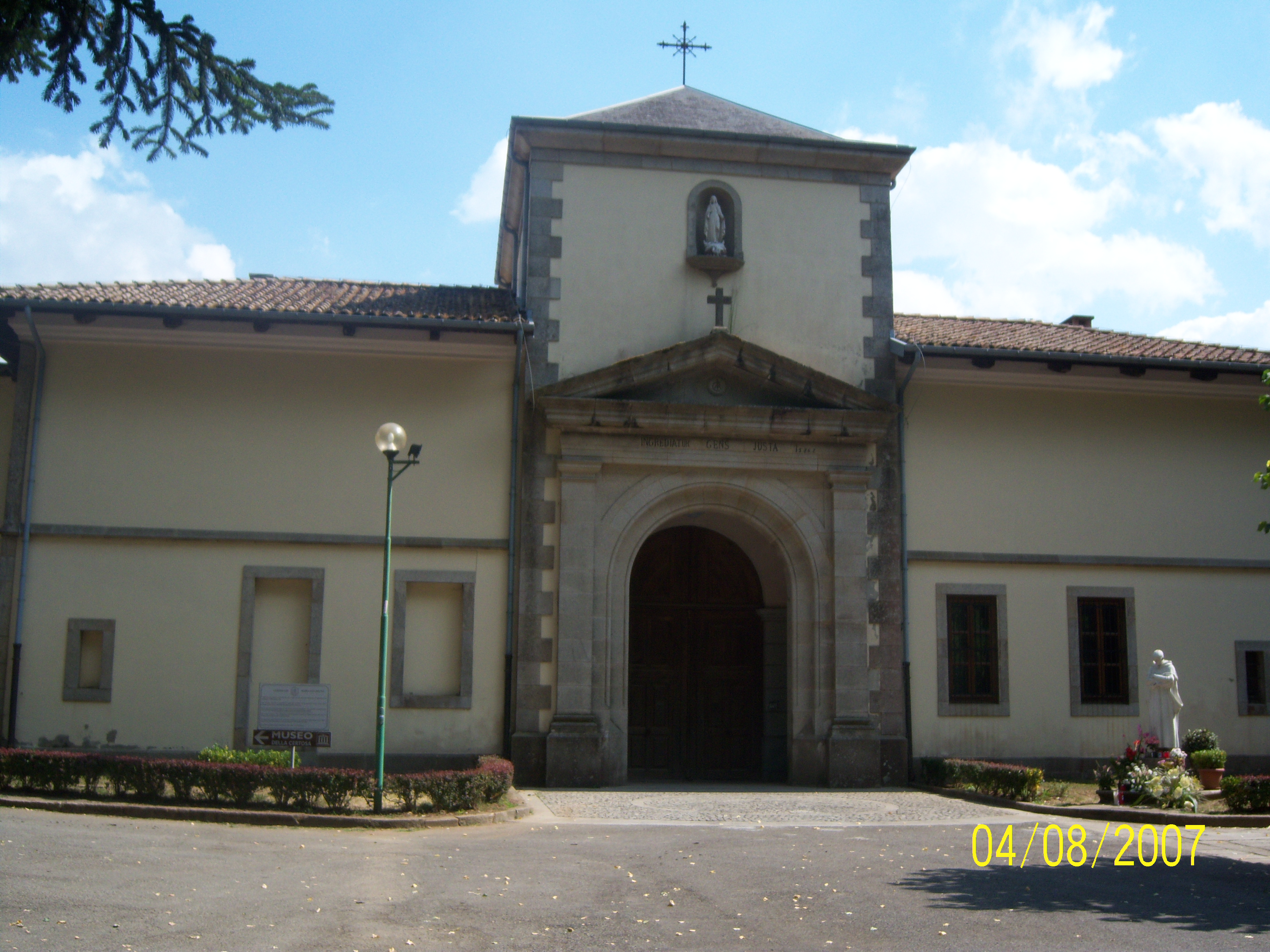
Cartoixa de Serra San Bruno
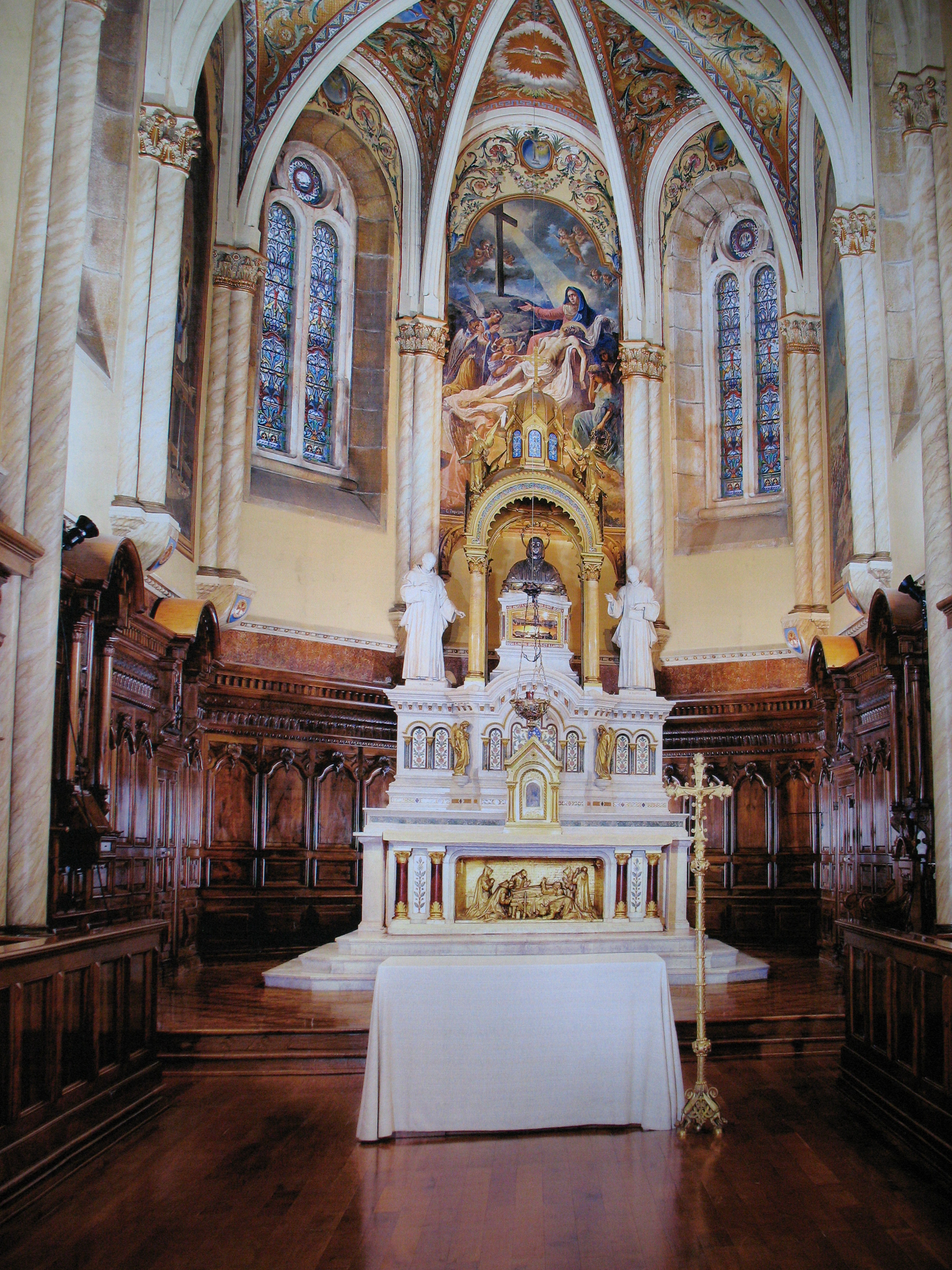
Altar de la cartoixa de Serra San Bruno, amb el reliquiari del sant
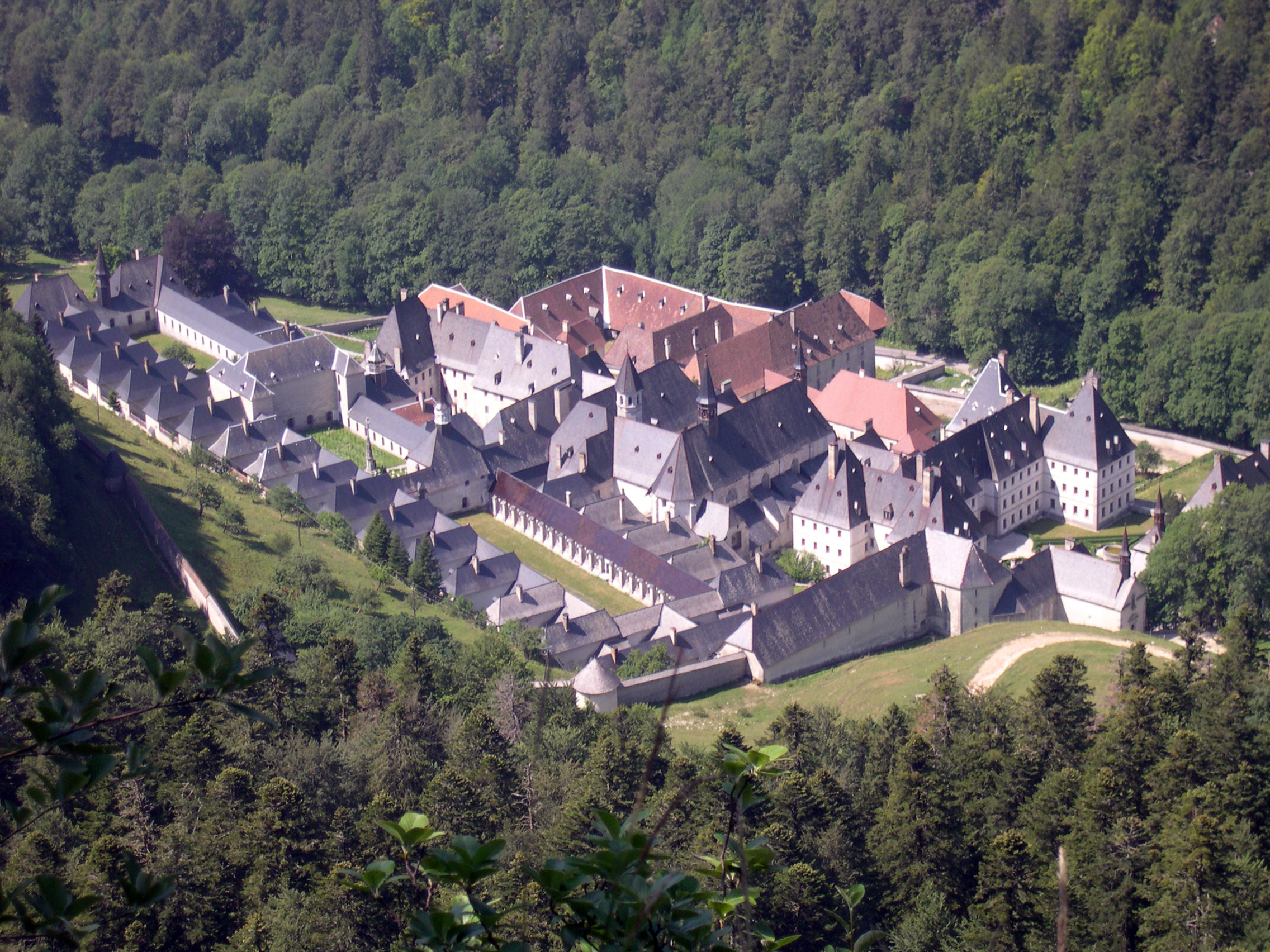
La Gran Cartoixa, al massís de Grenoble

## Veneració
Les seves restes van ser retrobades en 1513 amb l'epitafi "Haec sunt ossa magistri Brunonis". Com que els cartoixans observen escrupolosament la humilitat, no havien volgut promoure la canonització formal del fundador. Li retien culte al si de l'orde, però no s'havia inclòs al calendari dels sants, a diferència d'altres fundadors d'ordes religiosos. El papa Lleó X va autoritzar el 19 de juliol de 1514 el culte a Sant Bru, verbalment, i el 17 de febrer de 1623 Gregori XV va estendre el culte a tota l'Església, fixant el dia de la festivitat el 6 d'octubre. És el sant patró de Calàbria.